# 1296
Portal Geschichte | Portal Biografien | Aktuelle Ereignisse | Jahreskalender | Tagesartikel

◄ |
12. Jahrhundert |
13. Jahrhundert
| 14. Jahrhundert | ►

◄ |
1260er |
1270er |
1280er |
1290er
| 1300er | 1310er | 1320er | ►

◄◄ |
◄ |
1292 |
1293 |
1294 |
1295 |
1296
| 1297 | 1298 | 1299 | 1300 | ► | ►►
Staatsoberhäupter  · Nekrolog
| Januar | Januar | Januar | Januar | Januar | Januar | Januar | Januar |
| Kw     | Mo     | Di     | Mi     | Do     | Fr     | Sa     | So     |
| ------ | ------ | ------ | ------ | ------ | ------ | ------ | ------ |
| 52     |        |        |        |        |        |        | 1      |
| 1      | 2      | 3      | 4      | 5      | 6      | 7      | 8      |
| 2      | 9      | 10     | 11     | 12     | 13     | 14     | 15     |
| 3      | 16     | 17     | 18     | 19     | 20     | 21     | 22     |
| 4      | 23     | 24     | 25     | 26     | 27     | 28     | 29     |
| 5      | 30     | 31     |        |        |        |        |        |

| Februar | Februar | Februar | Februar | Februar | Februar | Februar | Februar |
| Kw      | Mo      | Di      | Mi      | Do      | Fr      | Sa      | So      |
| ------- | ------- | ------- | ------- | ------- | ------- | ------- | ------- |
| 5       |         |         | 1       | 2       | 3       | 4       | 5       |
| 6       | 6       | 7       | 8       | 9       | 10      | 11      | 12      |
| 7       | 13      | 14      | 15      | 16      | 17      | 18      | 19      |
| 8       | 20      | 21      | 22      | 23      | 24      | 25      | 26      |
| 9       | 27      | 28      | 29      |         |         |         |         |

| März | März | März | März | März | März | März | März |
| Kw   | Mo   | Di   | Mi   | Do   | Fr   | Sa   | So   |
| ---- | ---- | ---- | ---- | ---- | ---- | ---- | ---- |
| 9    |      |      |      | 1    | 2    | 3    | 4    |
| 10   | 5    | 6    | 7    | 8    | 9    | 10   | 11   |
| 11   | 12   | 13   | 14   | 15   | 16   | 17   | 18   |
| 12   | 19   | 20   | 21   | 22   | 23   | 24   | 25   |
| 13   | 26   | 27   | 28   | 29   | 30   | 31   |      |

| April | April | April | April | April | April | April | April |
| Kw    | Mo    | Di    | Mi    | Do    | Fr    | Sa    | So    |
| ----- | ----- | ----- | ----- | ----- | ----- | ----- | ----- |
| 13    |       |       |       |       |       |       | 1     |
| 14    | 2     | 3     | 4     | 5     | 6     | 7     | 8     |
| 15    | 9     | 10    | 11    | 12    | 13    | 14    | 15    |
| 16    | 16    | 17    | 18    | 19    | 20    | 21    | 22    |
| 17    | 23    | 24    | 25    | 26    | 27    | 28    | 29    |
| 18    | 30    |       |       |       |       |       |       |

| Mai | Mai | Mai | Mai | Mai | Mai | Mai | Mai |
| Kw  | Mo  | Di  | Mi  | Do  | Fr  | Sa  | So  |
| --- | --- | --- | --- | --- | --- | --- | --- |
| 18  |     | 1   | 2   | 3   | 4   | 5   | 6   |
| 19  | 7   | 8   | 9   | 10  | 11  | 12  | 13  |
| 20  | 14  | 15  | 16  | 17  | 18  | 19  | 20  |
| 21  | 21  | 22  | 23  | 24  | 25  | 26  | 27  |
| 22  | 28  | 29  | 30  | 31  |     |     |     |

| Juni | Juni | Juni | Juni | Juni | Juni | Juni | Juni |
| Kw   | Mo   | Di   | Mi   | Do   | Fr   | Sa   | So   |
| ---- | ---- | ---- | ---- | ---- | ---- | ---- | ---- |
| 22   |      |      |      |      | 1    | 2    | 3    |
| 23   | 4    | 5    | 6    | 7    | 8    | 9    | 10   |
| 24   | 11   | 12   | 13   | 14   | 15   | 16   | 17   |
| 25   | 18   | 19   | 20   | 21   | 22   | 23   | 24   |
| 26   | 25   | 26   | 27   | 28   | 29   | 30   |      |

| Juli | Juli | Juli | Juli | Juli | Juli | Juli | Juli |
| Kw   | Mo   | Di   | Mi   | Do   | Fr   | Sa   | So   |
| ---- | ---- | ---- | ---- | ---- | ---- | ---- | ---- |
| 26   |      |      |      |      |      |      | 1    |
| 27   | 2    | 3    | 4    | 5    | 6    | 7    | 8    |
| 28   | 9    | 10   | 11   | 12   | 13   | 14   | 15   |
| 29   | 16   | 17   | 18   | 19   | 20   | 21   | 22   |
| 30   | 23   | 24   | 25   | 26   | 27   | 28   | 29   |
| 31   | 30   | 31   |      |      |      |      |      |

| August | August | August | August | August | August | August | August |
| Kw     | Mo     | Di     | Mi     | Do     | Fr     | Sa     | So     |
| ------ | ------ | ------ | ------ | ------ | ------ | ------ | ------ |
| 31     |        |        | 1      | 2      | 3      | 4      | 5      |
| 32     | 6      | 7      | 8      | 9      | 10     | 11     | 12     |
| 33     | 13     | 14     | 15     | 16     | 17     | 18     | 19     |
| 34     | 20     | 21     | 22     | 23     | 24     | 25     | 26     |
| 35     | 27     | 28     | 29     | 30     | 31     |        |        |

| September | September | September | September | September | September | September | September |
| Kw        | Mo        | Di        | Mi        | Do        | Fr        | Sa        | So        |
| --------- | --------- | --------- | --------- | --------- | --------- | --------- | --------- |
| 35        |           |           |           |           |           | 1         | 2         |
| 36        | 3         | 4         | 5         | 6         | 7         | 8         | 9         |
| 37        | 10        | 11        | 12        | 13        | 14        | 15        | 16        |
| 38        | 17        | 18        | 19        | 20        | 21        | 22        | 23        |
| 39        | 24        | 25        | 26        | 27        | 28        | 29        | 30        |

| Oktober | Oktober | Oktober | Oktober | Oktober | Oktober | Oktober | Oktober |
| Kw      | Mo      | Di      | Mi      | Do      | Fr      | Sa      | So      |
| ------- | ------- | ------- | ------- | ------- | ------- | ------- | ------- |
| 40      | 1       | 2       | 3       | 4       | 5       | 6       | 7       |
| 41      | 8       | 9       | 10      | 11      | 12      | 13      | 14      |
| 42      | 15      | 16      | 17      | 18      | 19      | 20      | 21      |
| 43      | 22      | 23      | 24      | 25      | 26      | 27      | 28      |
| 44      | 29      | 30      | 31      |         |         |         |         |

| November | November | November | November | November | November | November | November |
| Kw       | Mo       | Di       | Mi       | Do       | Fr       | Sa       | So       |
| -------- | -------- | -------- | -------- | -------- | -------- | -------- | -------- |
| 44       |          |          |          | 1        | 2        | 3        | 4        |
| 45       | 5        | 6        | 7        | 8        | 9        | 10       | 11       |
| 46       | 12       | 13       | 14       | 15       | 16       | 17       | 18       |
| 47       | 19       | 20       | 21       | 22       | 23       | 24       | 25       |
| 48       | 26       | 27       | 28       | 29       | 30       |          |          |

| Dezember | Dezember | Dezember | Dezember | Dezember | Dezember | Dezember | Dezember |
| Kw       | Mo       | Di       | Mi       | Do       | Fr       | Sa       | So       |
| -------- | -------- | -------- | -------- | -------- | -------- | -------- | -------- |
| 48       |          |          |          |          |          | 1        | 2        |
| 49       | 3        | 4        | 5        | 6        | 7        | 8        | 9        |
| 50       | 10       | 11       | 12       | 13       | 14       | 15       | 16       |
| 51       | 17       | 18       | 19       | 20       | 21       | 22       | 23       |
| 52       | 24       | 25       | 26       | 27       | 28       | 29       | 30       |
| 1        | 31       |          |          |          |          |          |          |

| Januar | Januar | Januar | Januar | Januar | Januar | Januar | Januar |
| Kw     | Mo     | Di     | Mi     | Do     | Fr     | Sa     | So     |
| ------ | ------ | ------ | ------ | ------ | ------ | ------ | ------ |
| 52     |        |        |        |        |        |        | 1      |
| 1      | 2      | 3      | 4      | 5      | 6      | 7      | 8      |
| 2      | 9      | 10     | 11     | 12     | 13     | 14     | 15     |
| 3      | 16     | 17     | 18     | 19     | 20     | 21     | 22     |
| 4      | 23     | 24     | 25     | 26     | 27     | 28     | 29     |
| 5      | 30     | 31     |        |        |        |        |        |

| Februar | Februar | Februar | Februar | Februar | Februar | Februar | Februar |
| Kw      | Mo      | Di      | Mi      | Do      | Fr      | Sa      | So      |
| ------- | ------- | ------- | ------- | ------- | ------- | ------- | ------- |
| 5       |         |         | 1       | 2       | 3       | 4       | 5       |
| 6       | 6       | 7       | 8       | 9       | 10      | 11      | 12      |
| 7       | 13      | 14      | 15      | 16      | 17      | 18      | 19      |
| 8       | 20      | 21      | 22      | 23      | 24      | 25      | 26      |
| 9       | 27      | 28      | 29      |         |         |         |         |

| März | März | März | März | März | März | März | März |
| Kw   | Mo   | Di   | Mi   | Do   | Fr   | Sa   | So   |
| ---- | ---- | ---- | ---- | ---- | ---- | ---- | ---- |
| 9    |      |      |      | 1    | 2    | 3    | 4    |
| 10   | 5    | 6    | 7    | 8    | 9    | 10   | 11   |
| 11   | 12   | 13   | 14   | 15   | 16   | 17   | 18   |
| 12   | 19   | 20   | 21   | 22   | 23   | 24   | 25   |
| 13   | 26   | 27   | 28   | 29   | 30   | 31   |      |

| April | April | April | April | April | April | April | April |
| Kw    | Mo    | Di    | Mi    | Do    | Fr    | Sa    | So    |
| ----- | ----- | ----- | ----- | ----- | ----- | ----- | ----- |
| 13    |       |       |       |       |       |       | 1     |
| 14    | 2     | 3     | 4     | 5     | 6     | 7     | 8     |
| 15    | 9     | 10    | 11    | 12    | 13    | 14    | 15    |
| 16    | 16    | 17    | 18    | 19    | 20    | 21    | 22    |
| 17    | 23    | 24    | 25    | 26    | 27    | 28    | 29    |
| 18    | 30    |       |       |       |       |       |       |

| Mai | Mai | Mai | Mai | Mai | Mai | Mai | Mai |
| Kw  | Mo  | Di  | Mi  | Do  | Fr  | Sa  | So  |
| --- | --- | --- | --- | --- | --- | --- | --- |
| 18  |     | 1   | 2   | 3   | 4   | 5   | 6   |
| 19  | 7   | 8   | 9   | 10  | 11  | 12  | 13  |
| 20  | 14  | 15  | 16  | 17  | 18  | 19  | 20  |
| 21  | 21  | 22  | 23  | 24  | 25  | 26  | 27  |
| 22  | 28  | 29  | 30  | 31  |     |     |     |

| Juni | Juni | Juni | Juni | Juni | Juni | Juni | Juni |
| Kw   | Mo   | Di   | Mi   | Do   | Fr   | Sa   | So   |
| ---- | ---- | ---- | ---- | ---- | ---- | ---- | ---- |
| 22   |      |      |      |      | 1    | 2    | 3    |
| 23   | 4    | 5    | 6    | 7    | 8    | 9    | 10   |
| 24   | 11   | 12   | 13   | 14   | 15   | 16   | 17   |
| 25   | 18   | 19   | 20   | 21   | 22   | 23   | 24   |
| 26   | 25   | 26   | 27   | 28   | 29   | 30   |      |

| Juli | Juli | Juli | Juli | Juli | Juli | Juli | Juli |
| Kw   | Mo   | Di   | Mi   | Do   | Fr   | Sa   | So   |
| ---- | ---- | ---- | ---- | ---- | ---- | ---- | ---- |
| 26   |      |      |      |      |      |      | 1    |
| 27   | 2    | 3    | 4    | 5    | 6    | 7    | 8    |
| 28   | 9    | 10   | 11   | 12   | 13   | 14   | 15   |
| 29   | 16   | 17   | 18   | 19   | 20   | 21   | 22   |
| 30   | 23   | 24   | 25   | 26   | 27   | 28   | 29   |
| 31   | 30   | 31   |      |      |      |      |      |

| August | August | August | August | August | August | August | August |
| Kw     | Mo     | Di     | Mi     | Do     | Fr     | Sa     | So     |
| ------ | ------ | ------ | ------ | ------ | ------ | ------ | ------ |
| 31     |        |        | 1      | 2      | 3      | 4      | 5      |
| 32     | 6      | 7      | 8      | 9      | 10     | 11     | 12     |
| 33     | 13     | 14     | 15     | 16     | 17     | 18     | 19     |
| 34     | 20     | 21     | 22     | 23     | 24     | 25     | 26     |
| 35     | 27     | 28     | 29     | 30     | 31     |        |        |

| September | September | September | September | September | September | September | September |
| Kw        | Mo        | Di        | Mi        | Do        | Fr        | Sa        | So        |
| --------- | --------- | --------- | --------- | --------- | --------- | --------- | --------- |
| 35        |           |           |           |           |           | 1         | 2         |
| 36        | 3         | 4         | 5         | 6         | 7         | 8         | 9         |
| 37        | 10        | 11        | 12        | 13        | 14        | 15        | 16        |
| 38        | 17        | 18        | 19        | 20        | 21        | 22        | 23        |
| 39        | 24        | 25        | 26        | 27        | 28        | 29        | 30        |

| Oktober | Oktober | Oktober | Oktober | Oktober | Oktober | Oktober | Oktober |
| Kw      | Mo      | Di      | Mi      | Do      | Fr      | Sa      | So      |
| ------- | ------- | ------- | ------- | ------- | ------- | ------- | ------- |
| 40      | 1       | 2       | 3       | 4       | 5       | 6       | 7       |
| 41      | 8       | 9       | 10      | 11      | 12      | 13      | 14      |
| 42      | 15      | 16      | 17      | 18      | 19      | 20      | 21      |
| 43      | 22      | 23      | 24      | 25      | 26      | 27      | 28      |
| 44      | 29      | 30      | 31      |         |         |         |         |

| November | November | November | November | November | November | November | November |
| Kw       | Mo       | Di       | Mi       | Do       | Fr       | Sa       | So       |
| -------- | -------- | -------- | -------- | -------- | -------- | -------- | -------- |
| 44       |          |          |          | 1        | 2        | 3        | 4        |
| 45       | 5        | 6        | 7        | 8        | 9        | 10       | 11       |
| 46       | 12       | 13       | 14       | 15       | 16       | 17       | 18       |
| 47       | 19       | 20       | 21       | 22       | 23       | 24       | 25       |
| 48       | 26       | 27       | 28       | 29       | 30       |          |          |

| Dezember | Dezember | Dezember | Dezember | Dezember | Dezember | Dezember | Dezember |
| Kw       | Mo       | Di       | Mi       | Do       | Fr       | Sa       | So       |
| -------- | -------- | -------- | -------- | -------- | -------- | -------- | -------- |
| 48       |          |          |          |          |          | 1        | 2        |
| 49       | 3        | 4        | 5        | 6        | 7        | 8        | 9        |
| 50       | 10       | 11       | 12       | 13       | 14       | 15       | 16       |
| 51       | 17       | 18       | 19       | 20       | 21       | 22       | 23       |
| 52       | 24       | 25       | 26       | 27       | 28       | 29       | 30       |
| 1        | 31       |          |          |          |          |          |          |

## Ereignisse

### Politik und Weltgeschehen

#### England / Schottland
- 30. März: Bei einem Straffeldzug gegen das von John Balliol regierte Schottland erobert der englische König Eduard I. mit seiner Armee die Stadt Berwick-upon-Tweed. Es kommt während und kurz nach der Belagerung von Berwick zu einem zweitägigen Massaker an der Bevölkerung.
- Zur Vergeltung fallen am 8. April die Schotten – ihrerseits nun Dörfer und Klöster brandschatzend – in Northumberland ein und machen das Gebiet bis südlich von Hexham unsicher. Ihr Heimweg führt die Truppen in die Nähe der starken Festung von Dunbar. Deren Besitzer, Patrick, 8th Earl of March, ist zwar ein Anhänger Edwards, doch seine Frau Marjory Comyn hält zur schottischen Seite und gewährt in Abwesenheit des Gatten ihren Landsleuten den Zugang zur Festung.
- 27. April: In der Schlacht bei Dunbar reiben im ersten Kampf der Schottischen Unabhängigkeitskriege die englischen Truppen unter John de Warenne, 6. Earl of Surrey, das schottische Heer John Balliols weitgehend auf. Dunbar wird dem englischen König übergeben, zahlreiche schottische Anführer, unter ihnen Andrew de Moray, werden gefangen genommen und im Tower of London festgesetzt.
- 2. Juli: John Balliol, dem vorläufig die Flucht gelungen ist, gibt auf und dankt am 8. Juli als König von Schottland ab. Auch er wird als Gefangener nach London gebracht. In dem Tross wird überdies der Stone of Scone nach London transportiert.
- September: John de Warenne wird von Edward als Wächter des Königreichs und Landes Schottland eingesetzt.

#### Heiliges Römisches Reich/Polen/Ungarn
- 8. Februar: Przemysł II., König von Polen, stirbt nur ein Jahr nach seiner Krönung als Opfer eines Entführungsversuches, den die Markgrafen von Brandenburg, Otto V. der Lange und Johann IV., im Bund mit der lokalen Opposition angestiftet haben.
- 13. Februar: Der ungarische König Andreas III. heiratet in Wien Agnes aus dem Haus Habsburg, die Tochter des deutschen Königs Albrecht I. und dessen Gattin Elisabeth von Görz-Tirol.
- 28. Februar: In der Schlacht von Coffrane, dem Höhepunkt in einem langjährigen Konflikt, besiegt die Grafschaft Neuenburg die Grafen von Aarberg sowie das Hochstift Basel.

#### Asien
- König Mangrai gründet die Stadt Chiang Mai im heutigen Thailand und macht sie zur Hauptstadt des Landes Lan Na. Der Bau der Stadtbefestigung von Chiang Mai beginnt am 12. April. Mit den Arbeiten sind angeblich 90.000 Männer vier Monate lang beschäftigt.

#### Urkundliche Ersterwähnungen
- Erste urkundliche Erwähnung von Berne, Farmsen, Großhennersdorf, Kreenried, Lauenen, Oldenfelde und Tecknau.

### Wirtschaft
- Für die Gegend um Dortmund im Haus Schüren ist erstmals Kohlebergbau belegt.

### Wissenschaft und Technik
- Das älteste bekannte europäische Seebuch, der Compasso de Navegare wird fertiggestellt.

### Kultur und Gesellschaft
- Im August kommt der chinesische Gesandte Zhou Daguan in Angkor Thom an. Er bleibt bis Juli 1297 und verfasst danach seinen Bericht über die Gebräuche und Sitten der Khmer, das bislang bedeutendste bekannte schriftliche Zeugnis über die Khmer-Kultur in Angkor im heutigen Kambodscha.
- Arnolfo di Cambio wird Dombaumeister des romanisch-gotischen Baus Santa Maria del Fiore in Florenz, dessen achtseitige Kuppel 1436 vollendet wird.
- Eine der ältesten Erwähnungen der Fastnacht findet sich in der Speyerer Chronik des Stadtschreibers Christoph Lehmann von 1612 der aus alten Akten berichtet: Im Jahr 1296 hat man Unwesen der Fastnacht etwas zeitig angefangen / darinn etliche Burger in einer Schlegerey mit der Clerisey Gesind das ärgst davon getragen / hernach die Sach beschwerlich dem Rhat angebracht / und umb der Frevler Bestrafung gebetten. (Clerisey Gesind meint die Bediensteten des Bischofs und des Domkapitels, also der Kleriker, in der Domimmunität)
- Ab 1296 bekleidet Dante verschiedene Ämter in Florenz (z. B. Mitglied im Rat der Hundert).

### Religion
- 25. Februar: Papst Bonifatius VIII. erlässt die Bulle Clericis laicos mit der Einleitung, „daß die Laien Feinde des Klerus sind“.
- Pfingsten: Auf dem Generalkapitel der Dominikaner in Straßburg wird beschlossen, dass die deutsche Provinz geteilt werden soll. Nicholas von Treviso wird zum neunten Ordensmeister gewählt.
- Dietrich von Freiberg erwirbt im akademischen Jahr 1296/97 an der Pariser Universität den Titel „Magister der Theologie“.
- Petrus de Alvernia, ehemaliger Magister der Artistenfakultät, ist Magister der Theologie in Paris.

## Geboren

### Geburtsdatum gesichert
- 6. Juni: Wladislaus, Herzog von Liegnitz († 1352)
- 10. August: Johann von Luxemburg, König von Böhmen und Erbkönig von Polen († 1346)
- 24. Dezember: Opicinus de Canistris, italienischer Kleriker, Historiker, Buchmaler, Kartograph und Schulmeister, Skriptor im Büro der Apostolischen Pönitentiarie am Heiligen Stuhl in Avignon († um 1353)

### Genaues Geburtsdatum unbekannt
- Dezember: Marjorie Bruce, einzige Tochter von Robert I.  von Schottland († 1316)
- Algirdas, Großfürst von Litauen († 1377)
- Eduard I., Graf von Bar († 1336)
- Henri de la Tour-du-Pin, Bischof von Metz († 1328)

### Geboren um 1296
- Archibald Douglas, schottischer Adeliger und Guardian of Scotland († 1333)
- Walter Stewart, schottischer Adeliger, Guardian of Scotland († 1327)
- Gregor Palamas, byzantinischer orthodoxer Theologe und Heiliger († 1359)

## Gestorben

### Todesdatum gesichert
- 8. Februar: Przemysł II., Seniorherzog und König von Polen (* 1257)
- 22. Februar: Heinrich V., Herzog von Jauer, Liegnitz und Breslau (* um 1248)
- 1. März: Tobias von Bechin, Bischof von Prag
- 23. März: Beatrix von Flandern, Gräfin und Regentin von Holland (* um 1253)
- 24. März: Odon de Pins, Großmeister des Johanniterordens
- 1. Mai: Friedrich I., Graf von Fürstenberg
- 13. Mai: Ludwig III., Herzog von Niederbayern (* 1269)
- 16. Mai: William de Valence, anglo-französischer Adeliger
- 17. Mai: Agnes von Böhmen, Herzogin von Österreich und Steiermark sowie Herzogin von Schwaben, Elsass und dem Aargau (* 1269)

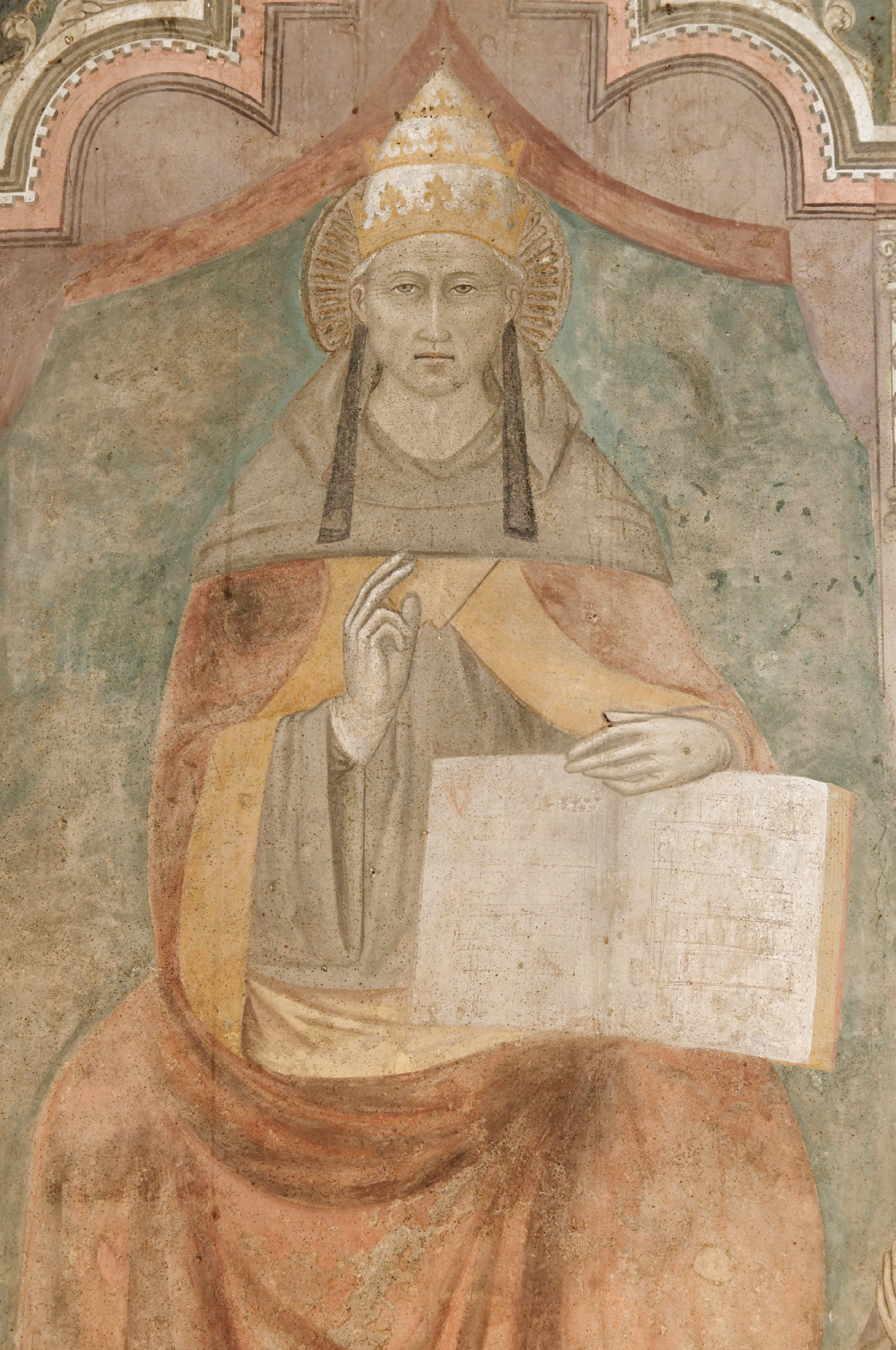
Coelestin V. auf einem Fresko von Niccolò di Tommaso (um 1370)

- 19. Mai: Pietro da Morrone, italienischer Eremit, Gründer des Cölestinerordens, unter dem Namen Coelestin V. Papst, Heiliger der katholischen Kirche (* 1209)
- 5. Juni: Edmund Crouchback, englischer Adeliger, Militär und Diplomat (* 1245)
- 7. Juni: Philippe de Beaumanoir, französischer Jurist (* um 1248)
- 27. Juni: Florens V., Graf von Holland (* 1254)
- 4. Juli: Konrad von Feuchtwangen, Hochmeister des Deutschen Ordens
- 19. Juli: Arnold, Bischof von Bamberg
- 20. Juli: Jalal ud din Firoz Khalji, Sultan von Delhi
- 26. Juli: Heinrich II. von Rotteneck, Bischof von Regensburg
- 8. August: Hugo von Brienne, Graf von Brienne und Lecce (* um 1240)
- 28. oder 29. September: Adolf V., Regent der Grafschaft Berg
- 12. Oktober: Bernhard von Kamenz, Bischof von Meißen (* um 1230)
- 29. November: Burchard von Avesnes, Bischof von Metz (* 1251)

### Genaues Todesdatum unbekannt
- Bernat Guillem II. d’Entença, katalanischer Adeliger
- Campanus von Novara, italienischer Astronom, Mathematiker, Astrologe und Arzt (* um 1220)
- Dnyaneshwar, indischer Dichter, Religionsphilosoph und Yogi (* 1275)
- Ibrahim ad-Disuqi, ägyptischer Sufi und Imam (* 1255)
- Isabella von Mar, schottische Adelige, erste Ehefrau von Robert the Bruce (* um 1277)
- Jacques de Révigny, Rechtsgelehrter und Bischof von Verdun (* um 1235)
- Johann von Akkon, Großmundschenk von Frankreich (* 1227)
- Rapoto IV., Graf von Ortenburg
- Peter Reich von Reichenstein, Bischof von Basel
- Thomas I., Markgraf von Saluzzo (* 1239)
- 14. März 1296 oder 1298: Petrus Johannis Olivi, französischer Theologe (* 1247/48)